# Drake Jackson
Drake Jackson (Corona, 12 aprile 2001) è un giocatore di football americano statunitense che milita nel ruolo di defensive end per i San Francisco 49ers della National Football League (NFL).

## Carriera

### San Francisco 49ers
Al college Jackson giocò a football a USC. Fu scelto nel corso del secondo giro (61º assoluto) del Draft NFL 2022 dai San Francisco 49ers. Debuttò subentrando nel primo turno contro i Chicago Bears mettendo a segno 2 tackle. Due settimane dopo fece registrare il suo primo sack contro i Denver Broncos. La sua prima stagione regolare si chiuse con 14 placcaggi, 3 sack e un intercetto in 15 presenze, nessuna delle quali come titolare.

## Palmarès
- National Football Conference Championship: 1

San Francisco 49ers: 2023